# Scagnello
Scagnello é uma comuna italiana da região do Piemonte, província de Cuneo, com cerca de 209 habitantes. Estende-se por uma área de 8 km², tendo uma densidade populacional de 26 hab/km². Faz fronteira com Battifollo, Ceva, Lisio, Mombasiglio, Monasterolo Casotto.

## Demografia
| Variação demográfica do município entre 1861 e 2011                               |
|                                                                                   |
| Fonte: Istituto Nazionale di Statistica (ISTAT) - Elaboração gráfica da Wikipedia |